# Lo sposo deluso
Lo sposo deluso, ossia La rivalità di tre donne per un solo amante (L'espòs enganyat, o La rivalitat de tres dones per un sol amant) és una òpera bufa en dos actes, composta per Wolfgang Amadeus Mozart (1783), inacabada, sobre llibret italià que s'atribueix a Lorenzo da Ponte. Els fragments que es van escriure, de l'Acte I, porten per número de catàleg K. 430. En l'última edició del catàleg Köchel apareix com a K⁶. 424a. Té una durada de vint minuts.

## Sinopsi
La noble romana Eugènia està enamorada de Don Asdrubale. Li fan creure que el seu enamorat és mort, perquè així consenta a casar-se amb Bocconio Papparelli. En arribar a Liorna per a casar-se amb el ric pretendent, Eugènia torna a trobar a Don Asdrubale, cortejat per les efusives Bettina i Metilde. Finalment, Eugènia es casarà amb Don Asdrubale, Bettina amb Pulcherio i Metilde amb Gervasio.

## Valoració musical

### Instrumentació original
L'orquestra consisteix en corda, dues flautes, clarinets, oboès, fagots, trompes, trompetes i timbals.

### Llibret
De la correspondència entre Mozart i son pare Leopold sembla deduir-se que el llibret de Lo sposo deluso és obra de Lorenzo da Ponte, si bé aquest fet és encara objecte de discussió entre els estudiosos. Constituiria la primera col·laboració entre el llibretista i Mozart. S'ha conservat el text amb modificacions de la mà de Mozart.

### Estructura musical
Es conserva l'obertura completa, en re major, i diversos fragments del primer acte: 
- Quartet inicial ah, ah Che Ridere! (Bettina, Don Asdrubale, Pulcherio i Bocconio), sobre el qual Einstein va dir: "Aquest quartet, després d'un andantino deliciós i sincerament commovedor, reprèn l'al·legro triomfal de l'obertura" (citat per A. Poggi).
- Dues àries, d'Eugenia: Nacqui all'aria trionfale i de Pulcherio: Dove mai trobar quel ciglio; la de Pulcherio és una "peça única en el seu gènere i que podríem imaginar cantada per un jove Basilio" (Einstein, citat per A. Poggi).
- Trio Che accidenti! (Eugenia, Don Asdrubale i Bocconio, d'"excel·lent qualitat" (Einstein, citat per A. Poggi). Se'n conserva la partitura completa.

## Gènesi
Mozart desitjava compondre una òpera bufa a la italiana. Ho va intentar amb L'oca del Cairo, però la inconsistència del llibret i problemes econòmics el van fer desistir-hi. Finalment va poder comptar amb un llibret de Da Ponte, escriptor al qual admirava. Mozart va iniciar la composició de L'espòs enganyat, al juliol de 1783, i va treballar-hi fins al novembre d'aquell mateix any. No se sap el motiu de l'abandó de la composició. És possible que, novament, Mozart trobara inadequat el material dramàtic.
Havia pensat fins i tot en els cantants de l'estrena:
Bocconio Papparelli, el baix Francesco Benucci.
Eugenia, la soprano Nancy Storace (1765-1815).
Don Asdrubale, el tenor Stefano Mandini.
Bettina, la soprano Catarina Cavalieri (1755-1801).
Pulcherio, el tenor Francesco Bussani.
Gervasio, el baix Signore Pugnetti.
Metilde, la soprano Thérèse Teyber.

## Adaptacions
El musicòleg suís Hans Erismann (1911-) va formar, amb la música per a Lo sposo deluso i L'oca del Cairo, un espectacle titulat Il Ritorno di Don Pedro. Va comptar amb un nou llibret i textos d'Oskar Wälterlin i Werner Gallusser en la versió alemanya i amb la participació d'Ettore Cella i Luigi Raimondo en la italiana per a completar aquesta nova obra el 1952/1953. La temporada d'estiu de l'any 1955 se'n feu una representació al Teatre del Palau de Schonbrünn, en una producció de l'Òpera de Cambra de Viena. Només un any més tard, el desembre del 1956, el Club de Futbol Junior representava per primera vegada aquesta òpera a l'estat espanyol, en una funció al teatre Coliseum que obligà a suprimir la projecció de la pel·lícula d'aquell dia. Se’n feu una segona representació al Teatre Fortuny de Manresa, per les Festes de la Llum del 1957.
Fragments de les dues òperes incompletes L'oca del Caire i Lo sposo deluso, en companyia de Der Schauspieldirektor s'han combinat per a crear Waiting for Figaro, interpretada l'any 2002 per la Bampton Classical Opera.

## Discografia
Hi ha un enregistrament d'aquesta òpera, amb direcció de sir Colin Davis, amb Felicity Palmer, Ileana Cotrubas, Anthony Rolfe Johnson, Robert Tear, Clifford Grant i l'Orquestra Simfònica de Londres (Volum 39 de l'Edició Completa de les obres de Mozart, junt amb L'oca del Caire, Philips)